# Полоски (Могилёвская область)
Поло́ски (бел. Палоскі) — деревня в составе Михеевского сельсовета Дрибинского района Могилёвской области Республики Беларусь.

## Население
- 1999 год — 35 человек
- 2010 год — 15 человек